# Nationalpark Trakai
Der Nationalpark Trakai, eigentlich Historischer Nationalpark Trakai (litauisch: Trakų istorinis nacionalinis parkas) ist ein Nationalpark in Litauen, 30 km westlich von Vilnius, der vordergründig dem Erhalt kulturellen Erbes dient. Zentrum und Verwaltungssitz des Parks mit einer Fläche von 8.200 ha ist der Ort Trakai, einst die Hauptstadt Litauens, mit der berühmten Wasserburg. Ferner gehört hierzu die ehemalige Burg Senieji Trakai sowie weitere archäologische Stätten.
Zum Park gehören zahlreiche Seen, von denen die größten Galvė, Akmena und Skaistis sind, ferner umgebenden die Seen Totoriškės und Luka Trakai und die Wasserburg.